# Thalassoma bifasciatum
Синеголовая талассома (лат.  Thalassoma bifasciatum) — вид морских рыб семейства губановых.
Тело удлинённое, не сильно сжатое по бокам и с округлой головой. Окраска тела сильно варьирует: в молодом возрасте тело становится жёлтым с тёмно-коричневой полосой, которая на голове становится красноватой; в промежуточной фазе тело жёлтое с более или менее выраженной коричневой горизонтальной линией. Последний тип окраски проявляется только у взрослых самцов и состоит в том, что тело зелёное, голова голубая и за ней белая область, окруженная чёрным. Хвостовой плавник глубоко раздвоен и имеет длинные темные концы. Спинной плавник и анальный плавник низкие, но очень длинные. Максимальная зарегистрированная длина составляет 25 см.
Рацион питания очень разнообразен и включает в себя как других мелких рыб, так и различных водных беспозвоночных, таких как ракообразные, как крабов, так и креветок, изопод, полихет, стоматопод, рачков, иглокожих, морских звёзд и ежей, моллюсков.
Это яйцекладущий вид, оплодотворение является внешним. Самые крупные особи — это, как правило, самцы. Характеризуется "последовательным гермафродитизмом", когда при утрате самца в "гареме" самки могут сменить пол примерно через 8 дней. Когда они становятся самцами, они также становятся намного более агрессивными и защищают свою территорию, чтобы на неё могли проникнуть только самки.
Вид распространён в Атлантическом океане. Он обнаружен у побережья Флориды, в Мексиканском заливе, в Карибском море, в заливе Мэн, Венесуэле, Бермудских островах, Тринидаде и Тобаго. Обитает в коралловых рифах и зарослях водорослей.